# Дюжева Марина Михайлівна
Марина Михайлівна Дюжева (до шлюбу Кукушкіна; нар.. 9 жовтня 1955) — радянська і російська акторка театру і кіно.

## Біографія
Марина Дюжева з відзнакою закінчила у 1976 році ГІТІС (майстерня Володимира Андрєєва). З 1978 по 1997 роки — акторка Театру-студії кіноактора.
Під час навчання в інституті познайомилася з Миколою Дюжевим, сином чиновника Міністерства культури, була у шлюбі з ним з 1975 по 1978 рік. 
В шлюбі з письменником, журналістом, радіоведучим і водієм-випробувачем Юрієм Гейком (з 4 лютого 1983) народила двох синів: Михайла (нар.. 9 жовтня 1983, є онук Мирон) та Григорія (нар.. 28 серпня 1986).
Фігурант бази даних центру «Миротворець» (участь у зйомках телевізійного фільму «Моя улюблена свекруха» в окупованому РФ Криму).

## Творчість
Грала більш ніж у 50 фільмах. На початку кар'єри знімалася під дошлюбним прізвищем — Кукушкіна. 
У 1994 році Марину Дюжеву запросили на дубляж в серіалі «Елен і друзі», і цю роботу вона продовжила в інших іноземних фільмах. В телегрі «Ключі від форту Буаяр» (сезони 1996 та 1997 роки) Марина Дюжева озвучила ведучу Сандрін Домінгес.

### Ролі в театрі

#### «Незалежний театральний проект»
- 2004 — «Боїнг-Боїнг»[5] за п'єсою Марка Камолетті — Берта
- 2005 — «Жорстокі танці»[6] Танцевальный марафон по мотивам романа Хораса Маккоя «Загнаних коней пристрілюють, чи не так?» — Мері
- 2010 — «Дівчатка з календаря»[7] за п'єсою Тіма Фьорта— Рут
- 2013 — «Ножиці»[8] за п'єсою Shear Madness П. Портнера — Вікторія Львівна

#### Театральний продюсерський центр «Русарт»
- «П'ять вечорів» Олександра Володіна — Зоя

#### Театральний марафон
- «Дорога Памела» за п'єсою Джона Патріка — Памела Кронкі

### Фільмографія
- 1974 - У вісімнадцять хлоп'ячих років -  Валя
- 1974 - Вважайте мене дорослим
- 1974 - Засекречене місто -  піонервожата
- 1975 -  Повторне весілля -  Ася
- 1976 -  Стажер -  Катя Савельєва
- 1976 -  Городяни -  Маша
- 1977 - За сімейними обставинами -  Ліда
- 1977 - Міміно -  Світлана Георгіївна, адвокат  (в титрах помилково - Марія Дюжева)
- 1977 -  Рідні -  Ліля
- 1978 - Трактир на П'ятницькій -  Оленка
- 1978 - Терміновий виклик -  Женя
- 1978 - Фронт за лінією фронту -  Катя
- 1978 - Ризик — благородна справа -  Наташа
- 1979 - Час вибрав нас -  Маша, радистка
- 1979 - Під кінець літа -  медсестра Віра
- 1980 - Державний кордон. Ми наш, ми новий... -  Ніна Олександрівна Данович
- 1980 -  Батько і син -  Парасковія Тихонівна Скобєєва, вчителька
- 1980 - Ти повинен жити -  Оксана
- 1980 -  Постріл у спину -  Рита
- 1980 -  Ключ -  Аня, дружина Валери
- 1981 - Чесний, розумний, неодружений... -  Катя
- 1981 - Викрадення століття -  Варвара Єрьоміна
- 1981 - Дівчина і Гранд -  Марина Кошова
- 1982 -  За щастям -  Катя
- 1982 -  2001 - Єралаш -  різні персонажі  (33-й, 78-й, 83-й, 96- й, 99-й, 108-й та 145-й випуски)
- 1982 -  Покровські ворота -  Анна Адамівна, аспірантка
- 1983 - Молоді люди -  Галя
- 1984 - Зудов, ви звільнені! -  Олена Василівна
- 1984 - Мій обранець -  Валентина
- 1985 - Шкідлива неділя -  Ніна Григорівна
- 1985 -  3агадка Кальмана /  Az élet muzsikája - Kálmán Imre
- 1985 - Місто над головою -  Ліза
- 1986 - Як стати щасливим -  Зоя, дружина Гоші
- 1987 - Перекид через голову -  Анна Іванівна, завуч школи
- 1987 - Де міститься нофелет? -  Марина
- 1988 - Об'єктивні обставини
- 1988 - Одного разу в грудні -  Наташка / Катька / Майка
- 1990 - Арбатський мотив -  Ольга
- 1991 - Тінь, або Може бути, все обійдеться -  Принцеса
- 1995 - Московські канікули -  колишня дружина Грицька (в титрах - Марія)
- 1995 - Без нашийника -  Гудкова
- 1996 -  Імпотент -  Маша
- 2000 - Заздрість богів -  Наташа, подруга Соні
- 2002 - Стріла любові -  Ірина Михайлівна
- 2002 - Дружна сімейка -  Марія Потикаєва
- 2007 - Пиріжки з картоплею -  Анна
- 2008 - Історія кохання, або Новорічний розіграш -  мама Поліни
- 2008 - Татусеві дочки -  піаністка Віолетта
- 2009 -  Мій -  Людмила Петрівна Свєшнікова, мати Світлани
- 2009 - Кров не вода -  Олена Куликова, мати Ані і Маші
- 2010 -  Біле плаття -  тітка Маша
- 2011 -  Купідон - Людмила Аркадіївна Одинцова, мати Вікторії
- 2012 -  Мій улюблений геній -  Марина Петрівна, мати Михайла
- 2012 -  Джунглі -  Любов Олексіївна, мати Марини
- 2013 - Земський лікар. Повернення -  Віра
- 2013 - Сімейні обставини -  Ірина Петрівна Любочкіна
- 2014 -  Син за батька -  прийомна мати Вадима
- 2014 -  Смуга відчуження -  Зінаїда
- 2016 - Моя улюблена свекруха -  Ольга

### Телеспектаклі
- 1988 — Об'єктивні обставини — Ірина Антипова

### Озвучування мультфільмів
- 2005 — Історія кохання однієї жаби

### Документальні фільми
- 2009 — Щиросерде визнання. Ігор Старигін (документально-біографічний фільм, присвячений Ігорю Старигіну)